# CAPP
CAPP (ang. computer aided process planning) – systemy komputerowego wspomagania projektowania procesów technologicznych.
Systemy CAPP są elementem łączącym systemy CAD (computer aided design – komputerowego wspomaganie projektowania) i CAM (computer aided manufacturing – komputerowe wspomaganie wytwarzania). W celu zilustrowania miejsca systemów CAPP w procesie przygotowania produkcji wyrobu, poniżej podano kolejność wykorzystywania tych systemów, wraz z głównymi funkcjami:
1. CAD: konstruowanie wyrobu, m.in. tworzenie modeli 3D i rysunków 2D,
2. CAPP: projektowanie procesu technologicznego obróbki, np. dobór obrabiarki, narzędzi, oprzyrządowania przedmiotowego, kolejności operacji, treści operacji, itp.,
3. CAM: programowanie obrabiarek sterowanych numerycznie (OSN), zgodnie z danymi, otrzymanymi z systemu CAPP.

Systemy CAPP znajdują się obecnie w fazie rozwoju, czym należy tłumaczyć niewielką liczbę komercyjnych rozwiązań. Jednymi z nielicznych rozwiązań CAM wspierających systemy CAPP jest system ADEM czy CAMWorks umożliwiający projektowanie procesu technologicznego (CAPP) oraz generujący go automatycznie.